# 高原野青茅
高原野青茅（学名：Deyeuxia compacta），为禾本科野青茅属下的一个植物种。